# Arc volcànic

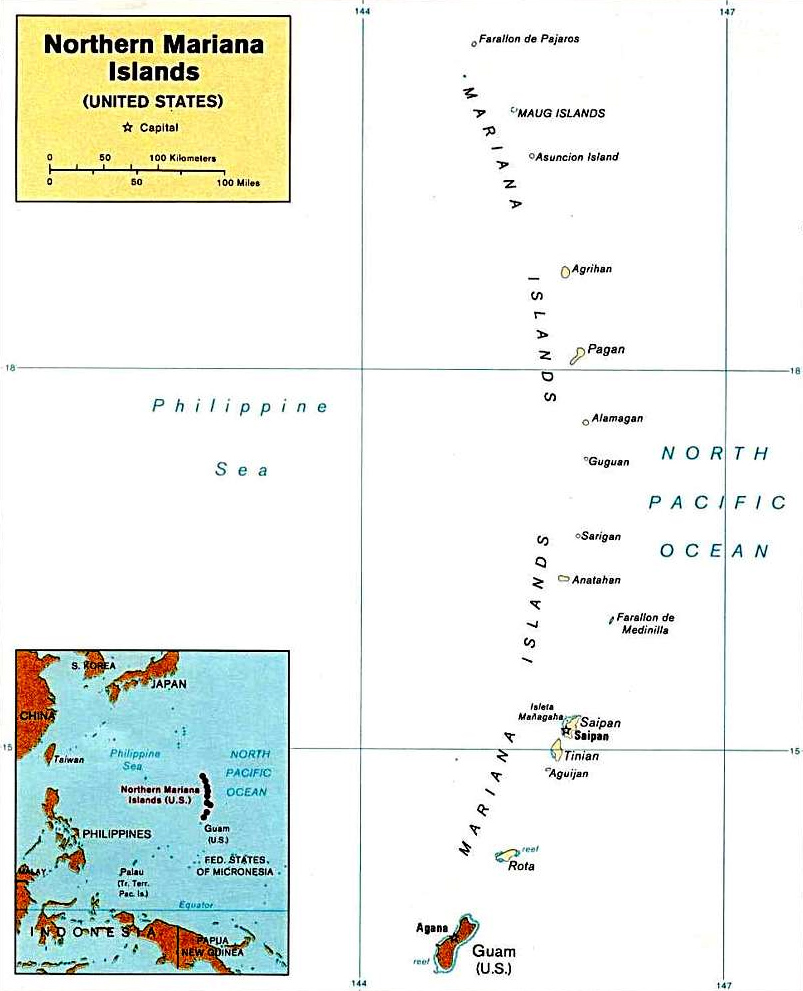
Les illes Marianes són un arc volcànic

Un arc volcànic és una cadena de volcans formada sobre una placa de subducció, en forma d'arc vist des de dalt. Els volcans a alta mar formen illes donant com a resultat un arc insular. Generalment són el resultat de la subducció d'una placa tectònica oceànica sota una altra placa tectònica i sovint és paral·lela a una fossa oceànica. La placa oceànica es satura amb aigua, i els materials volàtils com l'aigua dràsticament abaixen el punt de fusió del mantell geològic. La pressió formada exprem l'aigua fora de la placa i la introdueix en el mantell. El mantell es fon i forma magma més al fons de la placa predominant. El magma ascendeix per formar un arc volcànic paral·lel a la zona de subducció.
No s'han de confondre amb les cadenes volcàniques de punt calent, on els volcans sovint es formen un darrere de l'altre (amb diferents edats) al mig d'una placa tectònica. Les illes Hawaii són una d'aquestes cadenes de punt calent.
Hi ha dos tipus d'arcs volcànics:
- arc oceànic que creeen un arc volcànic (No tots els arcs insulars són arcs volcànics.)
- arc continental que creen un cinturó de muntanya amb forma d'arc (No tots els cinturons de muntanyes es formen d'aquesta manera.)

## Petrologia
En las zona de subducció, la pèrdua d'aigua indueix la fusió parcial del mantell geològic predominant i genera magma de baixa densitat calcari-alcalí que sura a través de la litosfera de la placa predominant. Aquesta pèrdua d'aigua és deguda a la desestabilització de la clorita a uns 40–60 km de fondària.
Molts terratrèmols ocorren al llarg del límit de la subducció amb l'hipocentre dels sismes situat sota l'arc insular. L'arc volcànic es forma quan la placa de subducció arriba a una fondària d'uns 100 km.

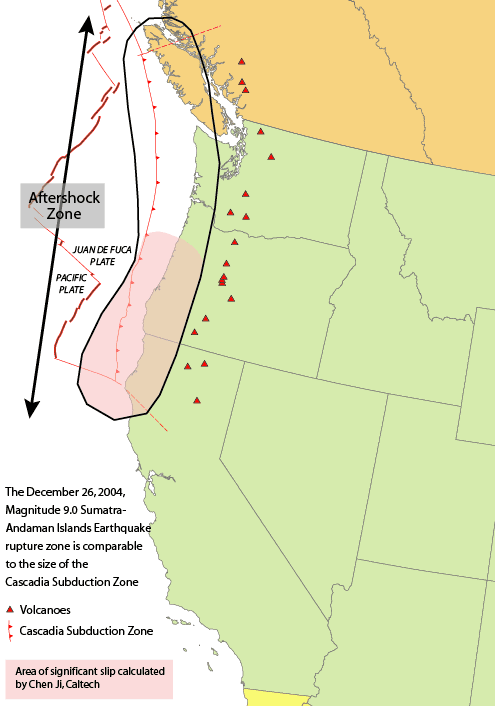
Cascade Volcanic Arc, un arc volcànic continental
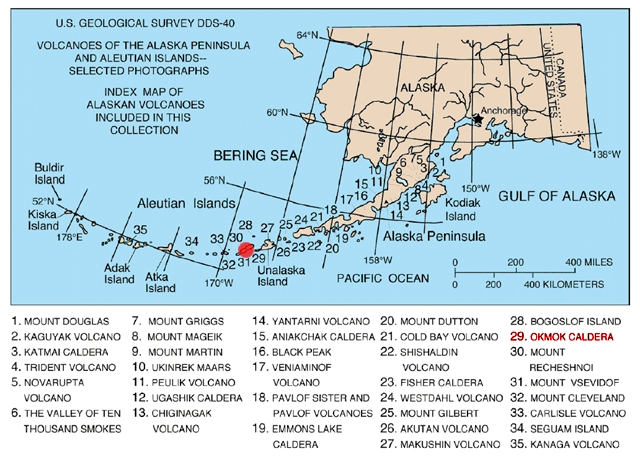
Aleutian Arc, amb les dues formes d'arcs, oceànc i continental.